# Roberta Mari
Roberta Mari (3 de noviembre de 1917 – 8 de agosto de 1993) fue una actriz teatral y cinematográfica de nacionalidad italiana.

## Biografía
Su verdadero nombre era Yvi Mirenda, y nació en Livorno, Italia. Desde muy joven aspiró a trabajar en el mundo del espectáculo, hasta el punto de que un día se presentó ante el director y actor Antonio Gandusio el cual, tras escucharla, la contrató para trabajar en su compañía teatral, debutando con la obra Milizia Territoriale en 1937, en la Arena de Verona.
Mario Mattoli fijó su atención en la actriz, y la escogió para el reparto de la película "Questi ragazzi" (1937), su primer film de una breve carrera como actriz cinematográfica. Posteriormente trabajó para el teatro y la televisión, a menudo junto a su marido, el actor Ernesto Calindri.
Roberta Mari falleció en Milán, Italia, en 1993.

## Filmografía
- Questi ragazzi, de Mario Mattoli (1937)
- Gli ultimi giorni di Pompeo, de Mario Mattoli (1937
- Felicita Colombo, de Mario Mattoli (1937)
- L'amor mio non muore, de Giuseppe Amato (1938)
- Partire, de Amleto Palermi (1938)